# Nops navassa
Espèce
Nops navassa est une espèce d'araignées aranéomorphes de la famille des Caponiidae.

## Distribution
Cette espèce est endémique de l'île de la Navasse aux Antilles.

## Description
Le mâle holotype mesure 9,2 mm et la femelle 9,4 mm.

## Étymologie
Son nom d'espèce lui a été donné en référence au lieu de sa découverte, l'île de la Navasse.

## Publication originale
- Sánchez-Ruiz & Brescovit, 2018 : A revision of the Neotropical spider genus Nops MacLeay (Araneae: Caponiidae) with the first phylogenetic hypothesis for the Nopinae genera. Zootaxa, no 4427(1), p. 1-121.